# Oliver Das Gupta

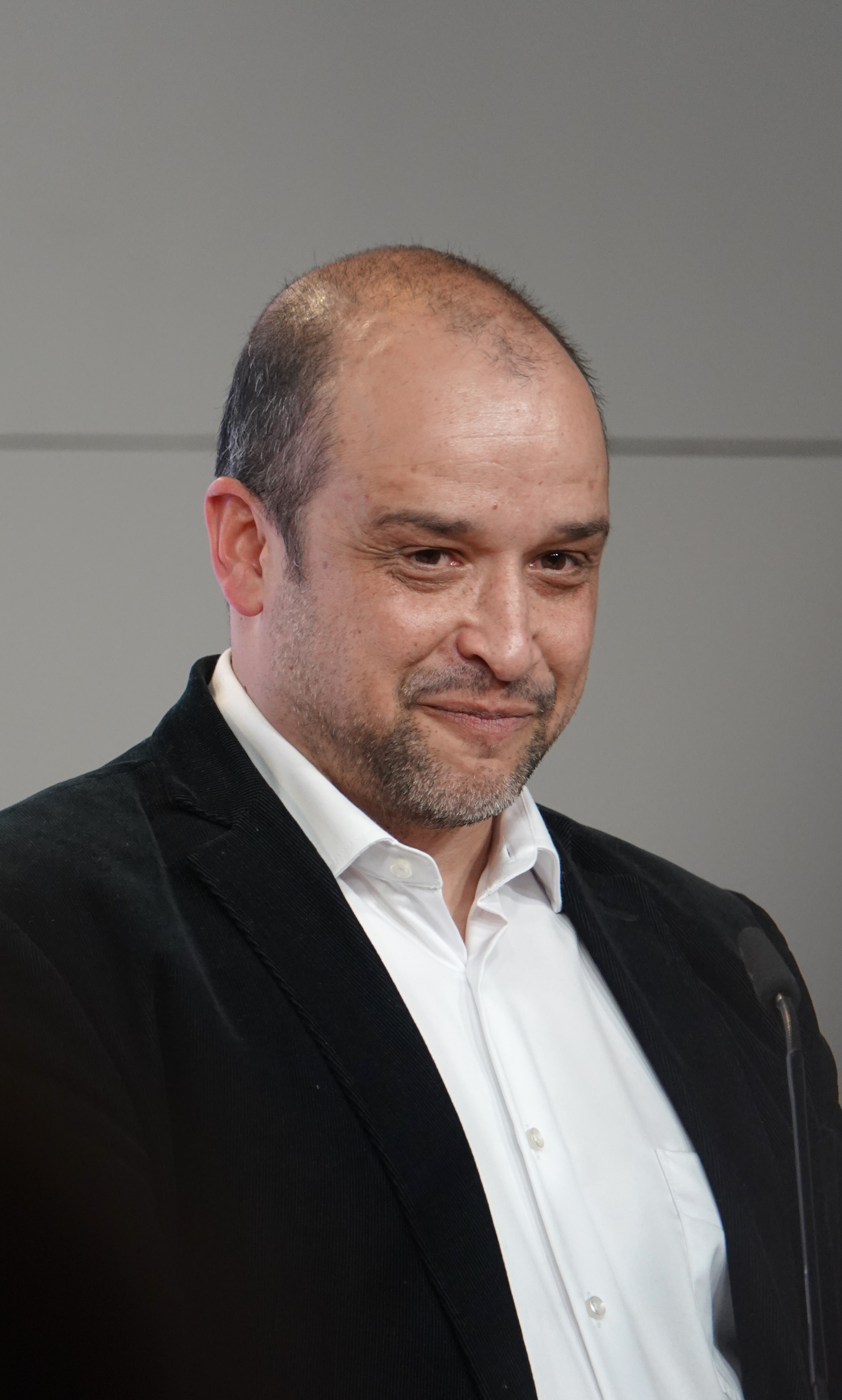
Oliver Das Gupta, 2023 im Literaturhaus München

Oliver Das Gupta (* 1974 in Erlangen) ist ein deutscher Journalist.

## Leben und Wirken
Nach seinem Abitur leistete Das Gupta seinen Wehrdienst. 1997 begann er während seines Studiums an der Deutschen Journalistenschule in München für die Süddeutsche Zeitung zu schreiben.
Der Hamburger Regisseur Fatih Akin wurde 2009 durch Das Guptas Interview mit dem früheren Guantanamo-Häftling Murat Kurnaz zu einem Kurzfilm angeregt, es war Akins Beitrag zum Episodenfilm Deutschland 09.
Seine Recherchen gemeinsam mit Leila Al-Serori zu Verstrickungen von Heinz-Christian Strache in die Neo-Nazi-Szene wurden 2018 für den Nannen Preis und den Deutschen Reporterpreis jeweils in der Kategorie „Investigation“ nominiert.
2019 gehörte Das Gupta zu dem elfköpfigen gemeinsamen Reporterteam des Spiegels und der Süddeutschen Zeitung, das mit der Veröffentlichung eines verdeckt aufgezeichneten Videos die Ibiza-Affäre auslöste, in deren Folge die rechtskonservative österreichische Bundesregierung aus ÖVP und FPÖ zerbrach. Das Investigativteam der Süddeutschen Zeitung, dem Das Gupta angehörte, erhielt 2020 die neu ins Leben gerufene Auszeichnung Ibiza-Preis, mit dem jährlich audiovisuelle Beiträge von „herausragender öffentlicher Relevanz“ ausgezeichnet werden sollen.
Seit September 2021 ist er als freier Autor für das Nachrichtenmagazin Der Spiegel und für die Tageszeitung Der Standard tätig.

## Auszeichnungen
- Für die Recherchen zur Ibiza-Affäre im Team der Süddeutschen Zeitung und des Spiegels:
  - Deutscher Reporterpreis (2019) in der Kategorie „Investigation“[11]
  - Sonderpreis Investigation (2019) durch Der Österreichische Journalist[12]
  - Platz zwei in der Kategorie Team des Jahres 2019 durch Medium Magazin[13]
  - Nannen Preis (2020) in der Kategorie „Beste investigative Leistung“[14]
  - Ibiza-Preis (2020) das Investigativteam der Süddeutschen Zeitung vom Verband Filmregie Österreich und der Rechercheplattform Dossier.[15]

## Veröffentlichungen
- Deutsche Karrieren – Erfolgsgeschichten mit Migrationshintergrund, Süddeutsche Zeitung Verlag (2014), ISBN 9783864971594
- Alexandra Venier, Oliver Das Gupta: Der Fall Kellermayr – Mit tödlichen Grüßen. Fernsehdokumentation. In: Puls 4, 4 × 25 Minuten, 2023.[16]
- Alexandra Venier, Oliver Das Gupta: Die Zelle - Putins Wiener Spione. Dokumentarfilm. In: Joyn, 114 Minuten, 2024.[17]